# Rousson, Gard
Rousson là một xã trong vùng Occitanie. Xã Rousson, Gard nằm ở khu vực có độ cao trung bình mét trên mực nước biển.

## Points of interest
- Jardins ethnobotaniques de la Gardie